# 5785 Fulton
Az 5785 Fulton (ideiglenes jelöléssel 1991 FU) a Naprendszer kisbolygóövében található aszteroida. Eleanor F. Helin fedezte fel 1991. március 17-én.